# Denis Law
Denis Law, född 24 februari 1940 i Aberdeen, död 17 januari 2025 i Aberdeen, var en skotsk professionell fotbollsspelare.
Law var en av Storbritanniens bästa anfallare under 1960-talet. Större delen av sin karriär tillbringade han i Manchester United, där han tillsammans med George Best och Bobby Charlton var en av de mest omtalade spelarna i Europa.

## Biografi
Den professionella karriären inledde Law som 16-åring i Huddersfield Town. Fyra år senare, i mars 1960, blev han Storbritanniens dyraste spelare när han värvades av Manchester City för 55 000 pund. Law presenterade sig direkt, då han gjorde mål i debuten mot Leeds United. Under sin första hela säsong i Manchester City, 1960/61, blev han klubbens bäste målskytt med totalt 23 fullträffar, en siffra som kunde varit ännu högre. I en regnig FA-cupmatch mot Luton Town i januari 1961 gjorde Law sex mål inom loppet av 48 minuter, bara för att se domaren avbryta matchen på grund av den vattensjuka planen. Matchen spelades om fyra dagar senare, och den här gången vann Luton, trots ett mål av Law. Vid den här tiden hade Law etablerat sig som den stora stjärnan i Manchester City, men i juli 1961 kunde inte klubben tacka nej då italienska Torino visade intresse för den lille målfarlige anfallaren. Torino betalade 110 000 pund för Law, som återigen blev Storbritanniens dyraste spelare.
Ett år senare var Law tillbaka i Manchester, den här gången på Old Trafford. Manchester Uniteds manager Matt Busby hade pungat ut med rekordsumman 115 000 pund. I debuten i säsongens första match i augusti 1962 gjorde Law ett av målen i 2–2-matchen mot West Bromwich Albion. Manchester United kom visserligen bara på 19:e plats i ligan, men i gengäld vann man FA-cupen. I finalen mot Leicester City gjorde Law det första målet i en match som slutade 3–1. Den efterföljande säsongen gjorde Law 30 mål på lika många ligamatcher, och Manchester United slutade på andra plats, fyra poäng efter Liverpool. Säsongen 1964/65 fortsatte Law på den inslagna vägen och hann med att göra 28 ligamål när United vann ligan med knapp marginal före tvåan Leeds United. Framgångarna ledde till att Law blev vald till Årets spelare i Europa 1964. Law är hittills den ende skotten som fått den utmärkelsen. Säsongen 1965/66 nådde inte Manchester United ända fram till någon titel, men 1967 blev man återigen ligamästare, och Law blev klubbens bäste målskytt med sina 23 ligamål. 1968 vann Manchester United Europacupen, men Law var knäskadad och fick följa finalen från sjukhuset via tv. Efter 1968 började det gå utför för Manchester United, och det skulle dröja flera år innan man vann något igen. Law fortsatte dock att underhålla publiken på Old Trafford. Med 236 mål på 409 matcher för Manchester United är Law klubbens tredje bäste målskytt genom tiderna. Endast Wayne Rooney och Bobby Charlton har gjort fler.
Sommaren 1973 värvades Law på fri transfer av Manchester City. Law visade att han fortfarande höll på högsta nivå. I karriärens sista ligamatch, i april 1974, klackade han in segermålet mot Manchester United på Old Trafford. Det påstås ofta att detta mål skickade United ner i division 2 men det är inte riktigt sant, United var tvunget att vinna matchen och hade han inte gjort målet hade United ändå varit tvunget att göra ett mål till. Law blev till och med uttagen till skotska landslaget till VM i Västtyskland 1974, där han spelade två matcher, och därmed kom upp i 55 landskamper och 30 mål.
Efter spelarkarriären arbetade Law som fotbollsexpert inom radio och tv.